# Азыхская пещера
Азы́хская пещера или пещера Азы́х (азерб. Azıx mağarası — медвежья пещера, от ст.-тюрк. азык — медведь), иногда пещера Азо́х — шестикамерная пещера у села Азых в Ходжавендском районе Азербайджана. Расположена в юго-восточной части Малого Кавказа на левом берегу реки Куручай на высоте около 900 м над уровнем моря в 14 км к северо-западу от города Физули. Крупнейшая карстовая пещера на территории Азербайджана. С севера и юга пещеру окружает предгорный лесной массив. Имеет шесть входов.
В Азыхской пещере найдена многослойная стоянка — наиболее древняя человеческая стоянка в Азербайджане и древнейшее поселение первобытного человека на территории бывшего СССР с древнейшими следами гоминидов в Евразии. Считается, что инструментам, найденным в пещере, не менее 700 тысяч лет. Палеолитическая стоянка была впервые обнаружена в 1960 году азербайджанским советским археологом Мамедали Гусейновым. В ходе археологических раскопок было обнаружено два мустьерских и два ашельских культурных слоя. Всего же в пещере были обнаружены 10 культурных слоёв общей толщиной 10—14 метров.
Верхний ашельский слой содержит рубила, грубые скребла, остроконечники. Здесь же в 1968 году был обнаружен фрагмент нижней челюсти архантропа, известного как азыхантроп. Нижний слой более архаичен. В этом слое найдены грубые рубила, чопперы и галечные орудия. Под шестым слоем пещеры возрастом более 700 тысяч лет обнаружены артефакты (проточопперы, скребла, отщепы и т. д.) куручайской культуры, напоминающей галечную культуру олдувайского типа, или относящиеся к олдувайской культуре. В тот период в пещере предположительно обитали представители человека умелого. Стоянка первобытных людей в пещере располагалась на естественном пути через Кавказ, по которой ранние гоминиды и животные могли мигрировать из Африки в Европу и Азию. В пещере обнаружены разрозненные ископаемые останки трёх видов гоминид — гейдельбергского человека, неандертальца и человека разумного, которые поочередно заселяли пещеру.
Из остатков фауны в пещере обнаружены остатки пещерных медведей, носорога Мерка, бизона Шотензака, лошади, осла, благородного и гигантского оленей, косули, кабана, лисицы, дикобраза, пещерной гиены и др.
Помимо Гусейнова в комплексном изучении пещеры принимали участие такие исследователи как Д. В. Гаджиев, А. В. Мамедов, Н. Ш. Ширинов, А. А. Величко, А. Г. Джафаров, В. С. Гаджиев, С. Д. Алиев и др. Наряду с расположенной в 2,5 км к юго-западу Тагларской пещерой, Азыхская пещера является кандидатом на внесение в список Всемирного наследия ЮНЕСКО.

## География, геология и геоморфология
Азыхская пещера расположена близ села Туг, к востоку от села Азых и в 14 км к северо-западу от города Физули, на левом берегу реки Куручай, на высоте 900 метров от уровня моря.
С южной и северной стороны пещеру окружают предгорные лесные массивы. Азыхская пещера имеет два основных и несколько микровходов, всего шесть входов (все с западной стороны). Длина пещеры вместе с другими связанными микровходами более 600 метров. Площадь доступной части Азыхской пещеры составляет примерно 1840 м², общая же площадь пещеры — не менее 8000 м².

### Пещерная фауна
В Азыхской пещере обитают большие колонии различных видов летучих мышей, некоторые из которых являются редкими видами в регионе. Так, в пещере постоянно ночуют колонии из примерно 4000 особей подковоноса Мегели, количество особей увеличивается от весны к осени за счёт около 10 тысяч особей обыкновенного длиннокрыла. Помимо этих видов, в пещере обитают остроухая ночница и небольшое количество большого подковоноса, которые также являются редкими видами на Кавказе.
Впервые в Азыхской пещере ещё в довоенные годы побывал палеоботаник профессор В. А. Попов, собравший гуано для пыльцевого анализа. В 1953 году пещеру посетил зоолог Хайям Алекперов, занимавшийся там сборами рукокрылых и давший схематическое описание подземелья. В марте этого года в пещере была обнаружена колония подковоноса Мегели, состоявшая из 900—1000 особей. В 1959—1960 гг. пещера была повторно обследована Х. М. Алекперовым и С. Н. Ерофеевой с той же целью. В июне 1962 года было обнаружено поселение подковоноса Мегели из 300—400 особей, совместно с большим подковоносом, остроухой ночницей и обыкновенным длиннокрылом. В сентябре 1963 года численность подковоноса Мегели значительно сократилась, что может быть связано с археологическими раскопками и экскурсиями.

## История пещеры

### Открытие палеолитической стоянки
Палеолитическая стоянка в Азыхской пещере была обнаружена в 1960 году азербайджанским археологом Мамедали Гусейновым. С этого же года в пещере ведутся археологические раскопки.
Так, обнаружение в 1950-х гг. в пещерах Дамджылы и Дашсалахлы экспедициями под руководством Гусейнова и Сергея Замятнина палеолитических стоянок, подтвердивших проживание на территории Азербайджана человека в эпоху мустье, создали предпосылки изучения памятников палеолита и в других зонах республики. В связи с этим началось изучение географии, фауны и флоры различных районов страны и в итоге выбор пал на Карабахский регион. В Физулинском районе в долинах рек Куручай и Кенделанчай уже были известны поселения бронзового века. Это заставило археологов задуматься о возможности нахождения в этом районе поселений более раннего периода.
Таким образом, началась археологическая разведка на террасах долин Куручая и Кенделанчая, но ничего ценного обнаружено не было. По имеющимся у археологов данным, вдоль берегов этих рек имелось множество карстовых внушительных пещер, о которых среди местного населения ходили разные легенды. Следующие работы начались летом 1960 года близ селения Туг, где накануне работ и остановились археологи. На следующий день начались археологические поиски вокруг сёл Туг, Азых и Салакатин. Старожилы села Туг поведали о существовании множества пещер к северо-востоку от села и о том, что одна их них довольно глубокая и имеет много гротов. Сначала были обследованы небольшие скальные пещеры близ Куручая и Тугской впадины. Затем экспедиция отправилась к пещере на горе Салакатин, о которой ходило много преданий среди жителей сёл Туг, Азых и Салакатин. Добраться до пещеры было сложно, из-за чего группа сначала направилась в село Салакатин, а оттуда уже к пещере. Местные азербайджанцы называли пещеру Азых кахасы (азерб. Азых каһасы). Как отмечает филолог-тюрколог Мирали Сейидов и тюрколог-лингвист Нинель Гаджиева слово «азых» («азык») здесь в переводе со старотюркских языков означает медведь.
В раскопках помимо ученых принимали участие и жители села Туг. Через несколько часов, около 8 часов утра по местному времени, группа добралась до пещеры. Вскоре после очистки территории от кустов и травы был обнаружен основной вход в пещеру, который преграждали упавшие обломки скалы. После очистки участка перед входом от камней, исследователи с фонарями и факелами зашли в пещеру. Сначала нужно было проползти 5—7 метров. В глубине 30 метров археологи обнаружили большой зал длиной 11 метров, шириной 7 метров и высотой 7—8 метров. Из этого зала вёл ещё один проход. Из-за того, что этот участок был низкий, группа снова вынуждена была ползти. Пройдя 7—9 метров исследователи вышли в ещё один зал, который имел длину 48—50 метров, ширину 18—21 метр и высоту 10—12 метров. Здесь же ими были обнаружены многочисленные сталактиты и сталагмиты различных форм, в том числе и сталагмит в форме женщины, о которой археологи слышали легенды в селе Туг.
Впоследствии оказалось, общая площадь пещеры не менее 8000 м². С тех пор до 1988 года в пещере велись раскопки. Был восстановлен коридор, разделяемый 8 величественными гротами с высокими, 20—35-метровыми куполами и 2-метровыми сталактитовыми 0,5—1,5 метра в диаметре. Гроты соединялись между собой сложными ходами. Археологи вскрыли мощный слой грунта толщиной в 14 метров, в котором удалось проследить 10 разновременных слоев, относящихся к разным стадиям нижнего и среднего палеолита: доашелльской галечной (куручайской) культуры, ашельской культуры, мустьерской культуры.
Самые нижние слои (730 тысяч лет — 1,5 миллиона лет) вмещают примитивные каменные орудия т. н. галечной культуры, выделенной Гусейновым в особую «куручайскую культуру», напоминающие галечную культуру олдувайского типа, или относящиеся к олдувайской культуре (проточопперы, грубые скребла, скребки из отщепов и т. д.); их . В пещере были обнаружены медвежьи кости. На черепе медведя имелись царапины, которые стали считать элементами первобытного искусства человека. Черепа медведей были спрятаны в укромном месте пещеры. Предположительно, это связано с верованиями первобытного человека. Люди жили в пещере до последнего оледенения, во время которого были вынуждены покинуть район. В пещере археологи нашли кости различных доисторических животных — пещерные медведи, саблезубые тигры и ряд других; а также примитивные орудия из камня — грубые скребла, различные галечные орудия и т. д.
Во время исследований 1968 года в Азыхской пещере была найдена нижняя челюсть с коренным зубом пренеандертальца — азыхантропа. Это было выдающееся научное открытие, так как в истории мировой археологии подобного рода находка являлась пятой по счету. Она имеет очень большое сходство с палеоантропологическими находками со стоянки Тотавель (англ. Tautavel Man) на юго-западе Франции. Это обстоятельство позволило антропологам впервые сделать вывод о существовании обширной области обитания пренеандертальцев на территории Европы.

### Научные исследования

#### 1960—1973 годы

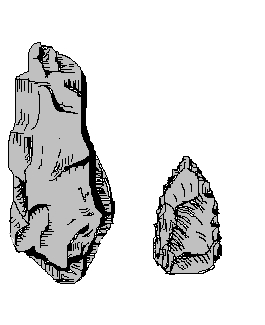
Каменные орудия труда, относящиеся к ашельской культуре

Во время археологических раскопок, проведенных в 1960—1973 гг., В отложениях пещеры Азых было обнаружено 6 культурных слоев; в I и II слоях были найдены материальные остатки средневековых, бронзовых и энеолитических периодов. На III слое Азыхской пещеры были обнаружены остатки каменных орудий и кости животных эпохи среднего палеолита. При археологических раскопках на IV слое, толщина которого составляет около 1-1,2 м, не было обнаружено ни единого образца материальной культуры. И поэтому этот слой называется «немым слоем». Археологические раскопки на V—VI слоях пещеры содержат богатые материальные и культурные остатки древней, средней и поздней ашельской культуры эпохи палеолита.

#### 1974—1985 годы
В 1974—1985 гг. в Азыхской пещере проводились археологические раскопки отложений, находящихся ниже 6 слоя и были обнаружены ещё 4 слоя.
В 1974—1975 гг. в проводились археологические раскопки в VII, VIII, IX и X слоях. Здесь были обнаружены грубые каменные орудия. Среди находок было насчитано 212 камней.
В 1974—1975 гг. в ходе археологических раскопок, проведенных во вновь выявленных слоях VII—VIII—IX и X Азыхского городища, были обнаружены образцы материальной культуры, имеющие важное научное значение.
Среди остатков материальной культуры главное место занимают грубые орудия из речных камней. Наряду с керамическими изделиями также были обнаружены окаменелые кости животных. В ходе проведенных комплексных научных исследований установлено, что каменные изделия, найденные из VII—X слоев азыхской палеолитической стоянки, не имеют аналогов в мировой археологии и относятся к совершенно новой археологической культуре, которая получила название Куручайской археологической культуры.
При археологических раскопках, проведенных в слоях VII—X Азыхского палеолитического стоянки, обнаружено 212 ед. каменных изделий. В ходе научного изучения технико-типологических характеристик керамических изделий установлено, что Куручайская археологическая культура имела несколько этапов развития.
В пещере найдены остатки обнесенных камнями очагов и примитивного жилища (сложенный из камней круг), существовавшего примерно 300 тыс. лет назад, тайник неандертальцев с черепами пещерных медведей, по всей видимости служившими предметами культа. В 1968 году в V слое был найден осколок нижней челюсти древнего человека (молодой девушки) с сохранившимся зубом. В современной азербайджанской литературе встречаются разные относительно возраста находки — от 450 000 лет до 250 000 лет. По мнению историка Фарида Алекперли, эти разногласия вызваны тем, что в записях и отчетах археологов и ученых имеется некоторая путаница относительно археологического слоя, в котором найдена челюсть Проводившие экспертизу реплики данной челюсти ученые предположили, что её обладательница относилась к виду Homo heidelbergensis. Также в Азыхской пещере обнаружены кости доисторических животных — пещерных медведей, саблезубых тигров и т. д.

#### İNTAS-2000
В период с 1992 по 2020 год территория, на которой располагается Азыхская пещера, контролировалась непризнанной Нагорно-Карабахской Республикой (НКР).
В 2001 году учеными Франции, Италии, Испании, России, Азербайджана и Грузии была разработана программа под названием International INTAS-2000, основанная на том, что остатки материальной культуры, найденные в стоянках каменного века Азербайджана, являются ценным археологическим источником для изучения истории человеческой цивилизации. Программа была одобрена на международной научной конференции, состоявшейся в Тотавеле, Франция, в июле 2001 года.
По этой программе А. Г. Джафаров сделал научные доклады о остатках материальной культуры палеолитических стоянок Азербайджана во Французском институте палеоантологии человека и Европейском центре археологических исследований. В отчетах интерпретировались археологические и палеоантологические находки Азыха, Таглара и других палеолитических стоянок, а остатки челюстной кости азыхантропа были древнейшей палеоантропологической находкой на Кавказе и Ближнем Востоке.
В 2002 году с 7 сентября по 1 октября в соответствии с Международной программой INTAS-2000 в Баку приехали 22 ученых из стран Европы во главе с профессором Анри де Ламли (фр. Henry de Lumley) и исследовали материал, найденный в многослойные Азых, Таглар, Газма и др. ознакомились с культурными остатками и единодушно отметили, что эти находки имеют важное научное значение для мировых наук археологии, палеонтологии и палеоантропологии.

#### 2001—2010 годы

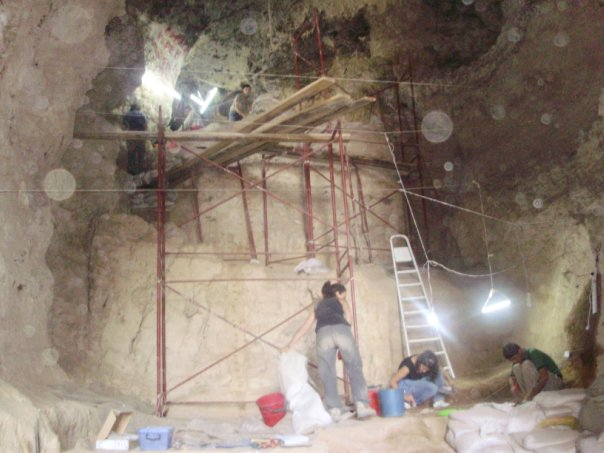
Археологические раскопки в Азыхской пещере в 2009 году

С 2001 года исследования Азыхской пещеры велись группой учёных из Англии, Испании, Ирландии и Армении под руководством Иоланты Фернандес-Халво (исп. Yolanda Fernández-Jalvo) из Национального музея естественных наук (Мадрид, Испания) и Левона Епископосяна из Института молекулярной биологии НАН Армении. Раскопки велись на средства контролировавшей эту территорию непризнанной НКР. Наиболее ценные находки проходили обработку в Лондоне.
МИД Азербайджана включил группу иностранных археологов, проводивших раскопки в Азыхской пещере, в «чёрный список». В число попавших под санкции Баку входят сотрудник музея естественных наук Испании Иоланда Фернандес-Хальво, сотрудник Блэндфордского музея Великобритании Тания Кинг и сотрудник музея истории Великобритании Питер Эндрюс.
В ходе раскопок, проведённых в период с 2002 по 2009 год, было найдено около 9000 артефактов, в том числе 1879 окаменелостей крупных млекопитающих и 387 каменных артефактов, каменные орудия и кости со следами разрезов, а также по несколько сотен останков амфибий, чешуйчатых рептилий, летучих мышей, грызунов, насекомоядных и зайцеобразных, включая останки пещерного медведя, жившего в среднем плейстоцене и появившегося около 300 тысяч лет назад.
В 2006 году в одном и камер пещеры были обнаружены несколько человеческих зубов, возраст которых радиоуглеродный анализ датировал 2300 годом до н. э. В 2007 году в пещере были обнаружены останки расчлененных нижних конечностей современного Homo sapiens, а также два зуба. Во время раскопок 2010 года, в верхних слоях, в отложениях возрастом около 100 тысяч лет, был найден полностью сохранявшийся зуб гоминида.
Результаты исследований, основанных в основном на коллекции фаунальных, ботанических и культурных образцов, собранных за 2002—2009 гг. были опубликованы в 2016 году издательством Springer.

#### 2020 — настоящее время

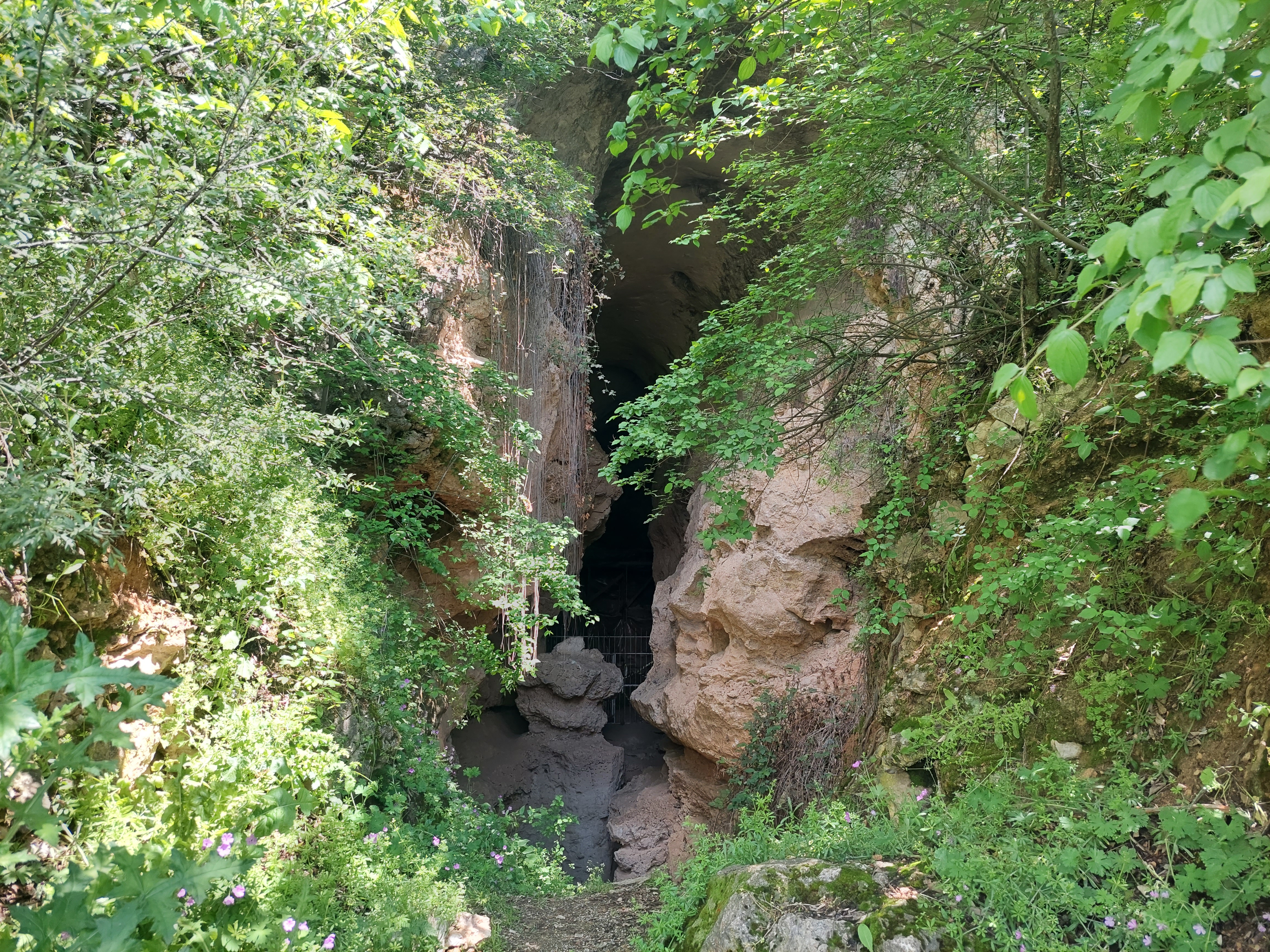
Вход в пещеру в 2022 году

В октябре 2020 года в ходе Второй карабахской войны местность вернулась под контроль Азербайджана. По словам заместителя директора по научной работе Института археологии и этнографии Национальной академии наук Азербайджана, доктора исторических наук, профессора Наджафа Мусейибли, в середине ноября 2020 года азербайджанские военнослужащие сообщили в институт, что, осматривая один из домов в селе Азых, ими были обнаружены ящики с надписью «Азых», внутри которых находились археологические материалы. Институт в свою очередь проинформировал об этом Службу государственной безопасности Азербайджана и руководство академии.
Ввиду важности полученного сообщения в указанный район был срочно командирован один из сотрудников института, доктор философии по истории Азад Зейналов вместе с представителем СГБ. Как отмечает Мусейибли, в эти ящики, как выяснилось при осмотре, были собраны находки, сделанные во время археологических раскопок в период контролирования территории армянскими силами. Большинство из находок представляли собой останки древней фауны. Вечером 23 ноября около 90 пластиковых ящиков с находками были доставлены в Баку и помещены в Археологический фонд института. Азаду Зейналову, который видел пещеру ещё до Карабахской войны, было поручено оценить нанесенный памятнику ущерб. Но, по словам Зейналова, памятник был сохранён в прежнем виде. Он предположил, что это была заслуга западных исследователей, которые, несмотря на нарушение международного права, бережно отнеслись к памятнику, понимая его значение для мировой науки.
В марте 2021 года пещеру посетил президент Азербайджана Ильхам Алиев. Он обвинил Армению в незаконных работах в пещере в период армянского контроля, а также в причинении ей и приглашёнными ей зарубежными учёными «большого ущерба» пещере. По словам Алиева, исследования здесь будут проводить только азербайджанские учёные и приглашённые ими зарубежные учёные.
23 августа 2021 года доисторические места Азыхской и Тагларской пещер были представлены в качестве кандидата на внесение в список Всемирного наследия ЮНЕСКО от Азербайджана.
С 2023 года в Азыхской пещере работает международная археологическая экспедиция, состоящая из азербайджано-германской и азербайджано-датской групп. Одной из целей исследований является сформирование представления о климате и экологической обстановке региона в эпоху палеолита.

## Стратиграфия

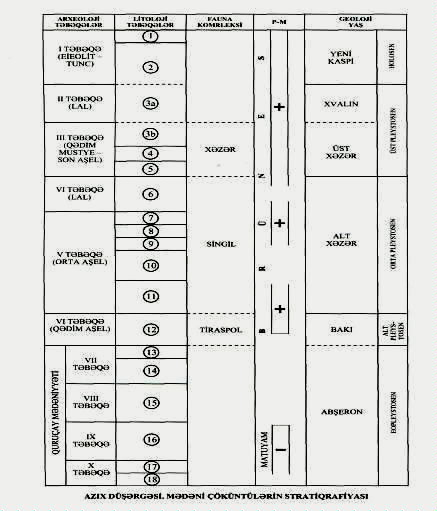
Стратиграфия культурных отложений Азыхской пещеры

С 1960 по 1987 годы наличие богатой стратиграфии в отложениях Азыхской пещеры было установлено при археологических раскопках, проведенных в южной въездной дороге и первом зале многослойного Азыхского палеолитического городища. Пещера Азых расположена в Куручайской долине Карабаха, в 3 км от реки, на 200—250 м выше современного русла Куручая. Пещера расположена между деревнями Азых и Салакетин, на высоте 950 м над уровнем моря. Азыхская пещера — самая впечатляющая карстовая пещера на Кавказе благодаря своим размерам. Пещера состоит из 5 залов длиной 230 м, длиной 600 м с небольшими выходами и карстовым колодцем.
На обоих входах в лагерь проводились археологические раскопки в Азыхской пещере. При археологических раскопках, проведенных на въездной дороге с северной стороны лагеря, остатков материальной культуры не зафиксировано. Общая мощность отложений в северной части пещеры составляла от 0,5 м до 1,2 м.
В ходе комплексных археологических раскопок, проведенных на южном въезде и первом зале многослойного Азыхского палеолитического стоянки, было установлено, что общая мощность отложений здесь равна 14 м. От 8-го до 27-го квадратного метра южной въездной дороги Азыхского палеолитического стоянки зафиксирована мощность отложений, равная 13—14 м. Однако, начиная с 17-го квадратного метра и продвигаясь к пещере, мощность отложений в лагере начинает уменьшаться. Этот факт был зафиксирован в 1973—1976 годах при археологических раскопках в Азыхском палеолитическом стоянке.
Количество археологических и палеонтологических находок в южной въездной дороге и первом зале Азыхского палеолитического стоянки в ходе комплексных исследований, проведенных под руководством М. М. Гусейнова, исчисляется сотнями тысяч. Стратиграфическая картина отложений в этом районе весьма богата. В многослойном Азыхском палеолитическом стоянке в ходе археологических раскопок, проведенных в 1960—1986 гг., зафиксировано и изучено 10 слоев. Общая мощность археологических слоев, зафиксированных в Азыхском палеолитическом стоянке, имеющей богатейшую стратиграфию на Ближнем Востоке и Кавказе, равна 14 м.

### Культурные слои

#### I слой

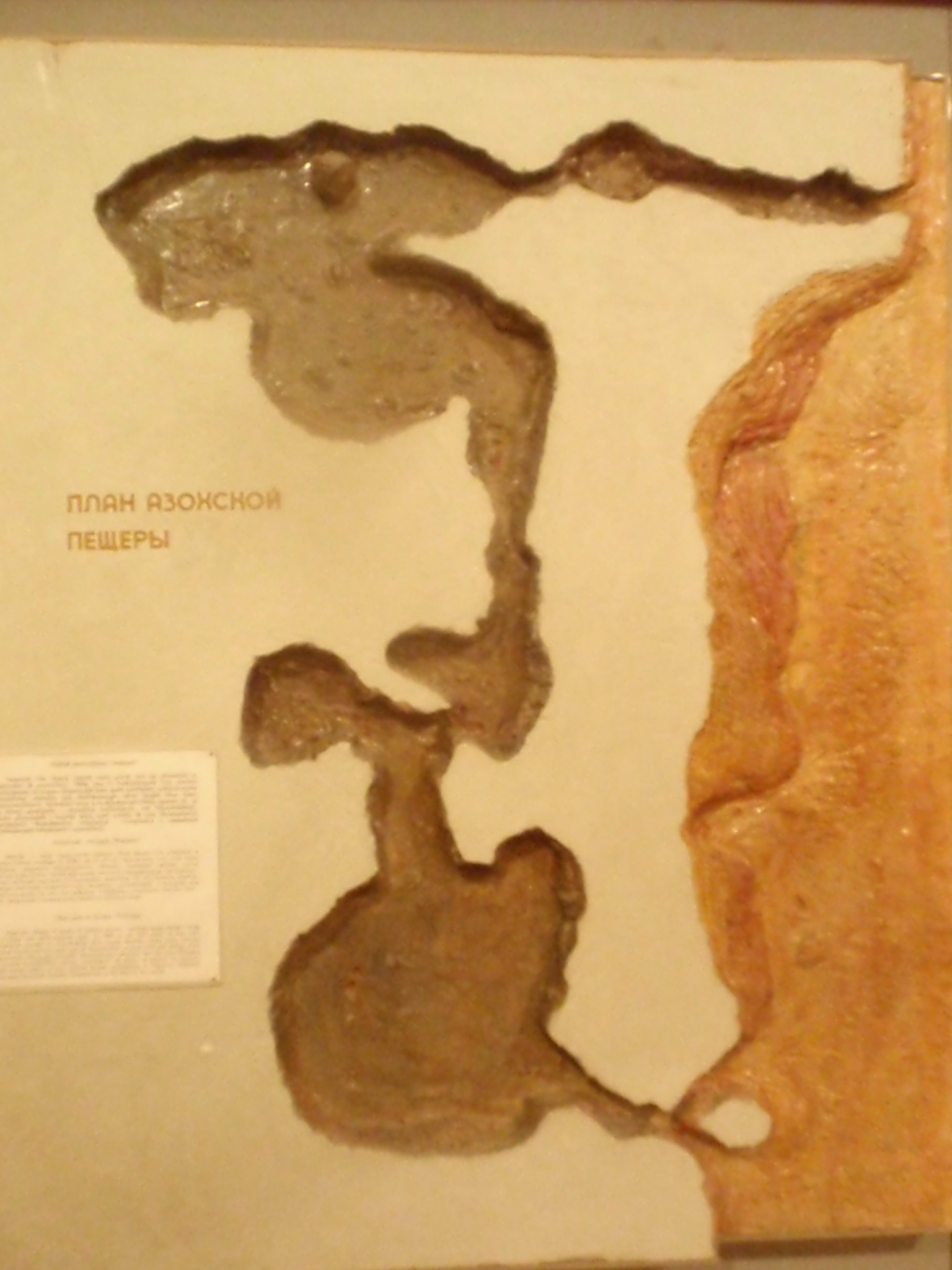
План пещеры Азых (Ханкендинский историко-географический музей)

Первый слой состоит из черного осадочного и иногда желтого перемешанного почвенного слоя. При археологических раскопках по отдельности были найдены фрагменты глиняных сосудов средневековья. В ходе археологических раскопок, проведенных в 1962—1965 гг., из слоя были обнаружены черепки керамики, относящиеся к периодам средневековья, бронзы и энеолита. Однако при археологических раскопках, проведенных в последующие годы, остатков материальной культуры эпохи энеолита зафиксировано не было. Общая мощность слоя равнялась 77—125 см.

#### II слой
Второй слой состоит из светлой желтоватой глинистой почвы. В ходе археологических исследований внутрь слоя были зафиксированы отдельные обломки горных пород и куски глиняных горшков. Черепки глиняных горшков в основном относятся к эпохам средневековья, бронзы и энеолита. Общая мощность слоя составляла 90—180 см.

#### III слой

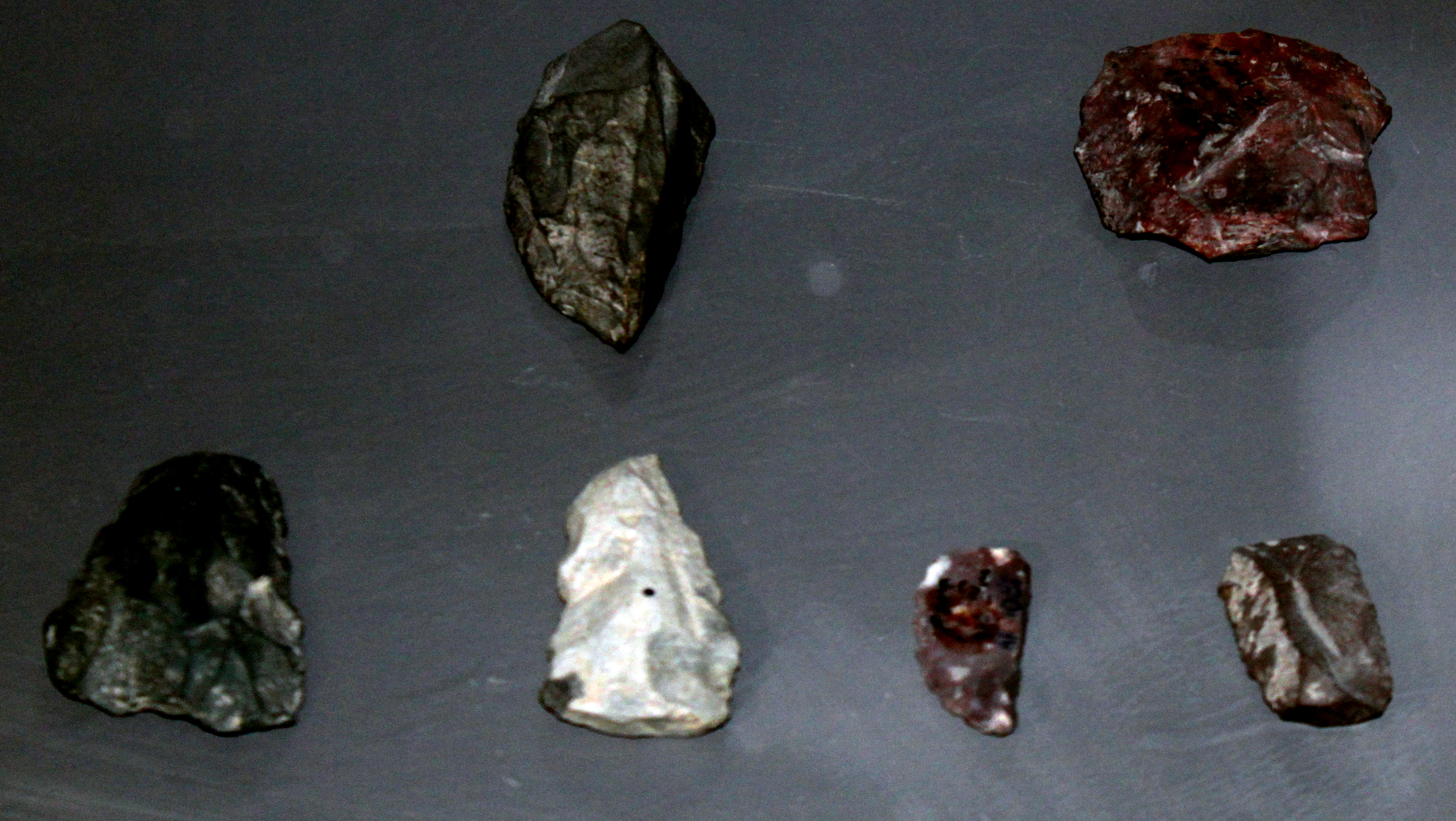
Каменные и кремневые орудия, слой III, 150—200 тыс. лет назад.

Третий слой состоит из слоя серой суглинистой почвы. По разным признакам в третьем слое при археологических раскопках, проводившихся в 1973—1974 гг. было выделено три слоя:
Первый слой состоит из темно-серой суглинистой почвы. В слое также отмечены мелкие обломки горных пород. В этом слое впервые обнаружены керамические изделия, относящиеся к культуре мустье, и кости добытых животных.
Второй слой состоит из суглинка. В слое зафиксированы обломки горных пород, упавшие с потолка лагеря. В то же время в слое было обнаружено несколько крупных пород.
Третий слой состоит из светло-серого ила с обломками пород. Нижняя часть слоя состоит из слоя желтой глины. Интересно, что впервые при археологических раскопках, проведенных в 1973 году, из нижнего слоя третьего слоя были обнаружены 20 ручных мотыг, принадлежащих культуре мустье. Общая мощность третьего слоя равнялась 90—145 см.

#### IV слой
Четвертый слой состоит из темно-коричневого слоя глинистой почвы. Внутри слоя можно найти небольшие обломки горных пород. Эти разломы состоят из сталагмитов, сталактитов и сталагнатных частей. До археологических раскопок 1973 г. образцов материальной культуры из четвертого слоя зафиксировано не было. Однако при археологических раскопках, проведенных в 1973 году, было найдено несколько каменных изделий и костей добытых животных, принадлежащих позднеашельской культуре из четвертого слоя. Общая мощность слоя достигает 1-1,2 м.

#### V слой

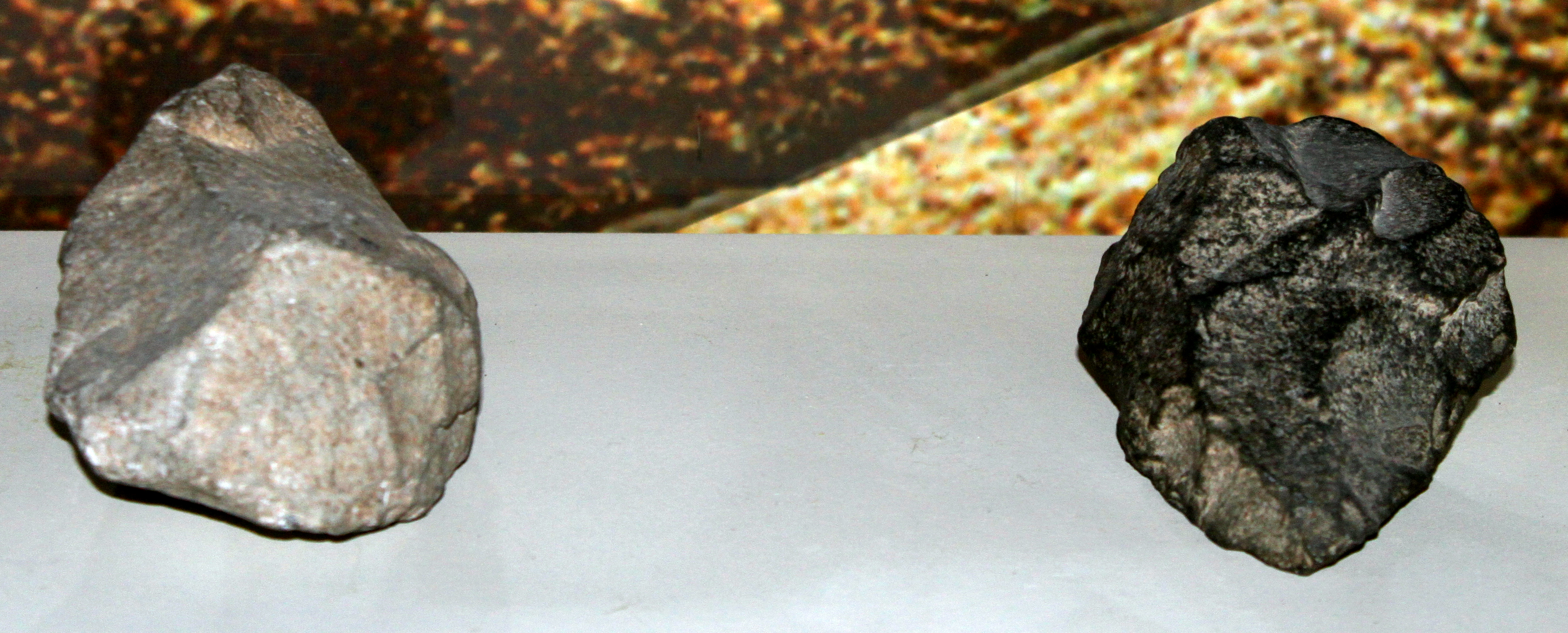
Орудия труда из кремня и речного камня

Пятый слой состоит из слоя желтой глины. В стратиграфии Азыхского городища отложения наиболее богатые и наибольшей мощности состоят из пятого слоя. В 1963—1969, 1971—1986 годах при археологических раскопках в пятом слое было найдено множество костей добытых животных и 300 каменных предметов. Среди палеолитических стоянок Большого Кавказа, в пятом слое Азыхской стоянки, имеющей богатейшую стратиграфию, кроме упомянутых выше, обнаружены очаговые места, примитивные постройки и медвежьи черепа, хранившиеся в специальном углу.

#### VI слой
Шестой слой состоит из слоя серой суглинистой почвы. В отличие от других слоев, шестой слой богат множеством речных и скальных камней. В ходе проведенных здесь раскопок было найдено более 3 тысяч каменных изделий. Толщина слоя равнялась 55—87 см.

#### VII слой
Седьмой слой состоит из светло-мутного глинистого почвенного слоя. В научных статьях об Азыхском стоянке, опубликованных до проведения археологических раскопок в 1974 году, говорилось об отсутствии археологических материалов в слоях ниже VI слоя стоянки. Однако в 1974 году при археологических раскопках в отложениях стоянки ниже VI слоя были зафиксированы четыре археологических слоя (VII—X), из которых были обнаружены материальные культурные остатки. Толщина слоя равнялась 82—98 см.
При археологических раскопках, проведенных в VII слое Азыхского городища, было обнаружено 45 каменных изделий. Их можно разделить на следующие группы:
1. Инструмент черновой штамповки — 2 шт.[67]
2. Измельчительные — двухсторонние грубые рубящие инструменты — 4 шт.[67]
3. Кубовидные орудия — 2 шт.[67]
4. Приборы ядерной формы — 8 шт.[67]
5. Инструменты типа Гашова — 4 шт.[67]
6. Осколки — 8 шт.[67]
7. Отходы производства — 9 шт.[67]
8. Натуральный чайный камень — 8 шт.[67]

Керамика слоя VII представляет собой археологический материал последнего слоя стоянки, относящейся к куручайской культуре.
Грубые рубящие орудия, будь то чопперы или орудия рубящего типа, обнаруженные в слое VII Азыхской пещеры, выполнены весьма классическим способом. У некоторых прямые рты. В то же время ручка имеет очень удобную форму, ее легко держать и использовать.

#### VIII слой
Восьмой слой состоит из относительно темно-синего слоя глинистой почвы. При археологических раскопках из слоя были обнаружены остатки материальной культуры. При этом в слое зафиксированы отдельные куски породы, упавшие с потолка пещеры. Толщина слоя равнялась 90—115 см.
При археологических раскопках в VIII слое стоянки было обнаружено 60 шт. каменных изделий. Эти каменные изделия можно разделить на следующие группы:
1. Инструмент для грубой штамповки — 8 шт.[68]
2. Рубка-гигантолит — 3 шт.[68]
3. Приборы ядерной формы — 5 шт.[68]
4. Инструменты типа Гашова — 3 шт.[68]
5. Осколки — 9 шт.[68]
6. Отходы производства — 11 шт.[68]
7. Натуральные речные камни — 15 шт.[68]
8. Инструменты кубовидной формы — 6 шт.[68]

С типологической точки зрения грубые штампованные орудия из слоя VIII можно разделить на три группы. Одним из наиболее интересных аспектов является запись инструментов рубящего типа для хорошего бимануального использования нескольких штук на слой. Профессор С. А. Семёнов обратил особое внимание на эти орудия в археолого-технологической лаборатории Института археологии, расположенного в Ленинграде, в 1976 году и отметил, что они являются наиболее редкими и интересными орудиями эпохи палеолита.
Среди каменных изделий VIII слоя зафиксировано 5 нуклеусных орудий. Большинство из них были сделаны из речного камня.
Орудия гашовского типа VIII слоя изготовлены из кварцитового камня. С типологической точки зрения среди них выделены орудия с одной и двумя рабочими головками.

#### IX слой
Девятый слой состоит из легкосуглинистого слоя почвы. При археологических раскопках из слоя были обнаружены образцы материальной культуры. Один за другим в слое можно найти обломки горных пород. Толщина слоя в описываемом районе равнялась 78—84 см.
При археологических раскопках в IX слое Азыхского палеолитического стоянки было обнаружено 90 шт. каменных изделий<. Их можно разделить на следующие группы:
1. Инструмент для грубой штамповки — 8 шт.[68]
2. Кубические инструменты — 5 шт.[68]
3. Орудия ядерной формы — 5 шт.[68]
4. Лимасообразные инструменты — 1 шт.[68]
5. Инструменты типа Гашова — 18 шт.[68]
6. Осколки — 11 шт.[68]
7. Отходы производства — 8 шт.[68]
8. Чайные камни — 31 шт.[68]
9. Духовые инструменты — 3 шт.[68]

Найденные в слое IX грубые орудия труда изготовлены из речных камней. В керамогранитах слоя сравнительно много грубых долотовидных орудий. В отличие от грубых инструментов Слоя X, грубые инструменты Слоя IX были более искусно изготовлены.
Среди керамических изделий IX слоя большее внимание привлекают орудия гашовского типа. С типологической точки зрения можно разделить орудия гашовского типа на несколько групп. Большинство из них имеют один или два рабочих рта. Осколки, найденные в слое X, имеют чрезвычайно хорошо сохранившийся ударный узел и ударную поверхность.
Среди каменных изделий IX слоя зафиксировано наибольшее количество природных речных камней (31 шт.). У некоторых из них хорошо видны синяки, возникшие во время работы. Все речные камни, найденные в IX слое стоянки, были собраны из Куручая и доставлены в стоянку. Выявлены также некоторые уникальные особенности керамогранита слоя IX.

#### X слой
Десятый слой состоит из желтой глины, относительно каменистого слоя. При археологических раскопках из состава слоя были обнаружены готовые каменные орудия. Слой очень прочный, так как расположен на скальном полу. Толщина слоя на описываемом участке равнялась 78—83 см.
17 каменных изделиј, обнаруженных при археологических раскопках в слое X азыхской палеолитической стоянки, можно разделить на следующие типы:
1. Инструменты для черновой штамповки — 3 шт.[69]
2. Инструмент, похожий на долото — 1 шт.[69]
3. Инструмент типа Гашова — 3 шт.[69]
4. Черепки без следов вторичной обработки — 3 шт.[69]
5. Отходы производства — 4 шт.[69]
6. Камешки — 3 шт.[69]

Образцы археологической материальной культуры, обнаруженные в X слое Азыхской пещеры, являются орудиями труда первых обитателей стоянки. С точки зрения геологической истории слой X является самым древним слоем стоянки и имеет важное научное значение для изучения истории первого поселения стоянки.
В то же время каменные изделия, обнаруженные из X слоя Азыхского городища, показывают, что часть своих орудий древние жители изготовляли в пещере, а часть вне стоянки. Керамика X слоя также позволяет определить дату поселения древних людей на стоянке и на берегах Куручая. Однако до сих пор из слоя Х азыхского городища добыты только каменные изделия, и на их основе определена история расселения здесь первобытных людей. Технически и типологически керамическая посуда принадлежит к культуре инструментов из чайного камня. Интересно, что грубые орудия слоя X изготовлены на речной гальке. Помимо грубых резных орудий из слоя обнаружены орудия кашовского типа, изготовленные на грубых черепках. Именно этот аспект отличает керамическую посуду слоя X от культуры чайного камня. Этот отличительный признак дал основание говорить о принадлежности керамических изделий слоя X к новой археологической культуре, и в результате было установлено, что керамические изделия слоя X относятся к куручайской культуре.

## Артефакты

### Остатки фауны

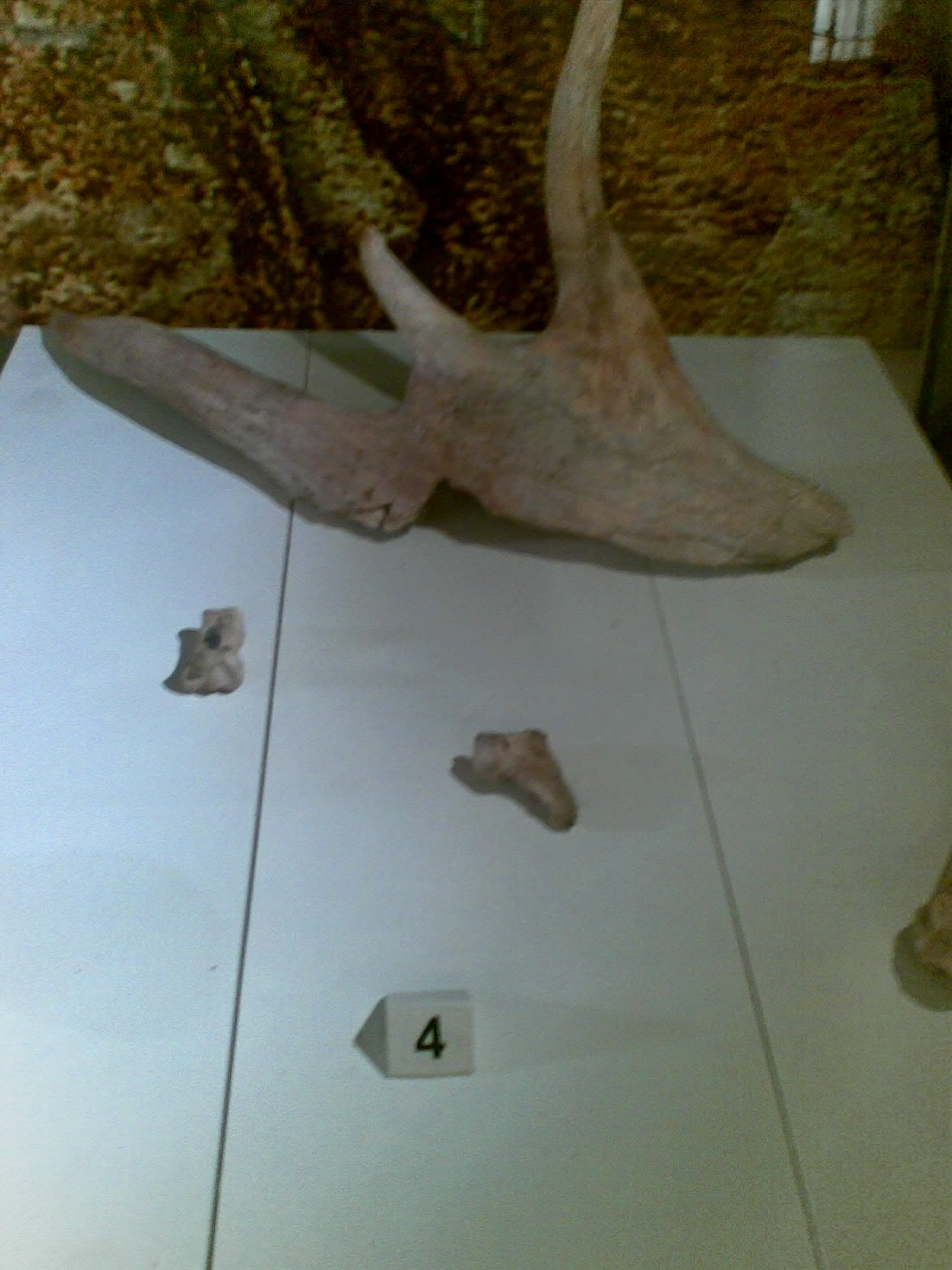
Штампованные оленьи кости, обнаруженные в Азыхской пещере (Музей истории Азербайджана)

В ходе археологических раскопок, проводившихся в пещере были обнаружены многочисленные останки 65 видов животных, в том числе 11 видов грызунов, 3 вида зайцеобразных, 1 вид амфибий, 1 вид рептилий, 4 вида рукокрылых и 21 вид птиц. В мощном слое среднего ашеля представлены все 65 видов. Богатейшие остатки палеолитической фауны были обнаружены в слоях III, V и VI. При археологических раскопках, проведенных в слоях VII—X Азыхского палеолитического стоянки, окаменелые кости животных и кости мелких грызунов были обнаружены по отдельности (всего 7 штук). Кости животных, найденные в нижних слоях (VII—X), состоят из костей первобытного быка и этрусского носорога. Археологически остатки фауны, относящиеся к Куручайской культуре, свидетельствуют о том, что жившие на стоянке первобытные люди занимались охотой.
При археологических раскопках в VI слое многослойной азыхской палеолитической стоянки, относящейся к древней ашельской культуре, найдено более 200 000 костей добытых животных. Среди фаунистических остатков, найденных в VI слое азыхского палеолитического стоянки, зафиксированы сотни челюстей, черепных крышек, переломы челюстей, зубы, челюсти птиц и грызунов, и именно по ним профессор Д. Гаджиев определил, каких животных и птиц костные фрагменты принадлежали. Профессор Д. Гаджиев организовал «Музей палеонтологии» при медико-биологическом факультете Азербайджанского государственного медицинского университета, занимающийся научным изучением остатков фауны, обнаруженных не только в Азербайджане и на Кавказе, но и в палеолитических стоянках Средней Азии. Восток.
Под руководством члена-корреспондента Национальной Академии Наук Азербайджана профессора Д. Гаджиева кафедра Медицинской Биологии Медицинского Университета занялась научным изучением костей добытых животных, найденных в многослойном Азыхском стойбище. Здесь под руководством Д. Гаджиева, Н. Алекперова, С. Захидова, Э. Нариманова и др. занимаются научным изучением фаунистических остатков, обнаруженных не только в Азербайджане, но и в основных палеолитических стоянках Кавказа.
Также из среднеашельского слоя пещеры найдена 101 кость птиц и животных. В ходе идентификации этих птичьих костей было установлено, что они принадлежат 21 виду птиц.
В ходе научных исследований, проведенных под руководством профессора Д. В. Гаджиева, было установлено, что люди неандертальского типа, жившие в эпоху среднего палеолита, охотились на 10 видов животных в Азыхской палеолитической стоянке. В ходе проведенных палеонтологических исследований из среднепалеолитического слоя Азыхского палеолитического стоянки зафиксированы костные останки пещерного медведя, бурого медведя, кабана, косули, месопотамского оленя, гигантского оленя, кавказского оленя, горного козла и различных птиц.
В ходе проведенных палеонтологических исследований выяснилось, что среди животных, добытых древними людьми в азыхских и тагларских палеолитических стоянках в период среднего палеолита, основное место занимали пещерный медведь, олень, коза, кабан и кавказский олень. Среди обозначенных костных продуктов наиболее многочисленны костные остатки вышеназванных животных.

### Керамогранит

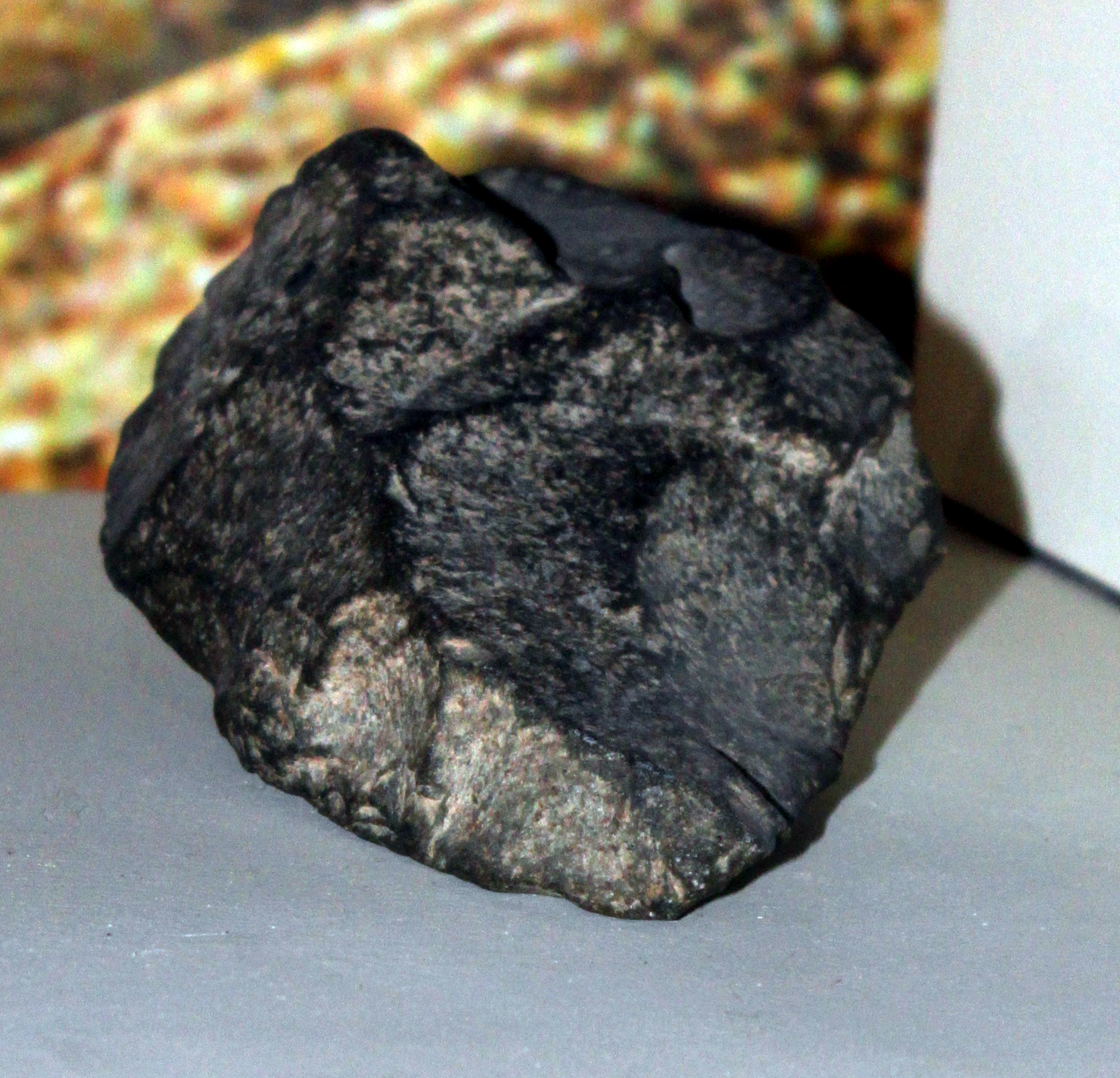
Кремнёвое орудие труда (IV слой)

Каменные орудия низших слоев многослойной азыхской палеолитической стоянки изготовлялись в основном в очень грубой форме путем отбивания от внешних частей речных камней к центру. В частности, каменные орудия, найденные в слоях IX—X стоянки, выполнены в довольно грубой и простой форме. Каменные орудия труда, изготовленные таким техническим способом, составляют большинство каменных изделий. Описываемые орудия в основном изготавливались путем откалывания одного конца продолговатых речных камней или его продольного края. Появление названных орудий еще раз доказывает, что эти виды орудий представляют собой первую производственную ступень проторубки с двумя верхними гранями. Среди каменных изделий слоев VII—X азыхского палеолитического стоянки также зафиксированы орудия из черепков. Среди таких инструментов основное место занимают инструменты гашовского типа. Среди керамических изделий, найденных в слоях VII—X многослойного азыхского палеолитического стоянки, обнаружены также огромные грубые резные орудия массой 3—4 кг, представляющие собой гигантские орудия типа чоппера.
В ходе научного изучения каменных изделий, относящихся к курчайской археологической культуре, было выявлено, что большая часть орудий труда была изготовлена вне пещерной стоянки и в дальнейшем была принесена в Азых. Потому что в VII—X слоях лагеря найдены в основном только готовые орудия труда. Среди каменных изделий низших слоев отходы производства зафиксированы в очень небольшом количестве.
При археологических раскопках, проведенных в IX слое Азыхского палеолитического стоянки, было обнаружено 90 каменных изделий. Найденные в слое IX грубые орудия труда изготовлены из речных камней. В керамогранитах слоя сравнительно много грубых долотовидных орудий. В отличие от грубых инструментов X, грубые инструменты IX сделаны более искусно. Среди керамических изделий IX слоя большее внимание привлекают орудия гашовского типа. По типологии орудия гасовского типа делятся на несколько групп, среди которых преобладают одно- и двухрабочие устья.
При археологических раскопках в VIII слое стоянки обнаружено 60 шт. каменных изделий. Орудия этой группы слоя VIII более сложны, чем грубые гравировальные орудия, обнаруженные в слоях IX—X. Одним из наиболее интересных аспектов является запись инструментов рубящего типа для хорошего бимануального использования нескольких штук на слой. Профессор С. А. Семенов обратил особое внимание на эти орудия в археолого-технологической лаборатории Института археологии, расположенного в Ленинграде, в 1976 году и отметил, что они являются наиболее редкими и интересными орудиями эпохи палеолита.
Грубые рубящие орудия, будь то чопперы или орудия рубящего типа, обнаруженные в слое VII Азыхской пещеры, выполнены весьма классическим способом. У некоторых прямые рты. В то же время ручка имеет очень удобную форму, ее легко держать и использовать. Кубические и стержневидные орудия, обнаруженные в слое VII, в основном были сделаны из кварца и кварцитовых камней.
Среди орудий слоя, относящегося к древней Ашельской культуре, зафиксировано 8 ручных мотыг. Ручные мотыги, обнаруженные в VI слое лагеря, были изготовлены из фельзитового камня. Большинство обнаруженных ручных копыт имеют овальную форму. Все они очищены от натуральной коры. Среди орудий труда VI слоя зафиксировано 2 груборежущих орудия — орудия гашовского типа. Оба они сделаны из речных камней. Из VI слоя Азыхской стоянки обнаружено 7 точилов. В основном изготавливаются из кремня (4 шт.) и сланца (3 шт.).

### Религиозные артефакты
Анализ научных материалов, обнаруженных в Азыхском древнем стоянке людей, позволил высказать новые научные представления о религиозных представлениях первобытных людей. Во время археологических исследований 1972 г. в темном месте на правой стене Азыхского стоянки, где расположен слой V, были обнаружены три черепа пещерного медведя. Эта область выпячивается вперед под довольно невероятным углом внутри пещеры, препятствуя проникновению света в центральную часть, что приводит к полной темноте. В этой части шельф образовался естественным путем. Именно на эту полку были помещены череп и челюсти вышеупомянутых пещерных медведей. В ходе исследований было установлено, что черепа и челюсти пещерных медведей были помещены сюда первобытными людьми. Этот процесс дает сведения о первых религиозных собраниях древних людей, а также показывает, что древние азыхские жители поклонялись черепам пещерных медведей.
В ходе исследований было установлено, что этот район лагеря считался священным местом. Упомянутый процесс свидетельствует о появлении первых религиозных представлений у первобытных людей. А именно на основании материалов Азыхской пещеры можно было говорить о том, что первые религиозные собрания у первобытных людей начались в период среднеашельской культуры, то есть 400 тыс. лет назад.
В результате археологических изысканий и исследований, проведенных в последние годы, были обнаружены богатые образцы материальной культуры, связанные с возникновением первых религиозных верований и собраний из ряда древних стоянок человека по всему миру. Эти образцы материальной культуры еще раз подтверждают возникновение первых религиозных представлений в период среднеашельской культуры.

### Останки очага
Обнаружение очагов из культурных слоев в Азыхской стоянке имеет особое научное значение. Это создало возможность высказать особое мнение об истории создания этих дров и их использовании людьми. В результате исследований, проведенных в Азыхскую пещеру, сделан вывод, что впервые люди начали использовать огонь в древней ашельской культуре.
Обнаружение очаговых мест при археологических раскопках, проведенных в древне- и среднеашельских слоях азихской стоянки, наглядно доказывает, что жители стоянки были знакомы с огнем и использовали его во времена древнейшей ашельской культуры.
В ходе проведенных археологических исследований было установлено, что жители Азыхской пещеры строили очаги путём рытья в земле. Из среднеашельского горизонта Азыхской стоянки зафиксировано 3 очага. Одна из печей занимает площадь 4 м². Со всех сторон очага была сооружена толстая стена из сгоревшей древесной золы. Наиболее интересным аспектом является запись остатков стены, сложенной из известняка рядом с очагом. Высота остатка стены равна 40 см. Рядом с упомянутой стеной обнаружен еще один небольшой очаг, обе стороны которого окружены плоскими известняками.

### Азыхантроп

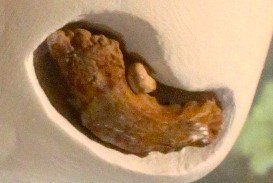
Обнаруженная в 1968 году в пещере (в третьем горизонте пятого, ашельского, слоя) челюсть азыхантропа. Музей истории Азербайджана, Баку

В июне 1968 года при археологических раскопках палеолитической археологической экспедиции под руководством Мамедали Гусейнова в III горизонте V слоя Азыхской стоянки была обнаружена принадлежащая первобытному человеку челюсть вместе с несколькими каменными изделиями. Профессор Демир Гаджиев длительное время проводит научные исследования челюсти первобытного человека, найденной в слое, относящемся к среднеашельской культуре многослойной Азыхской палеолитической стоянки. Найденная М. М. Гусейновым челюсть ещё больше повысила научную значимость и известность Азыхской палеолитической стоянки, а археологи, палеонтологи, палеоантропологи и другие специалисты из разных стран мира приехали в Баку и начали близко знакомиться с найденными остатками материальной культуры в Азыхской пещере.
В ходе научного исследования, проведенного профессором Демиром Гаджиевым челюсти, найденной у Азыха, было установлено, что по специфическим аспектам строения челюсти, с одной стороны, она сходна с питекантропами, особенно с челюстью человека Мауэра, а с другой с другой стороны, по многим аспектам он подобен древнему ашельскому культурному слою стоянки Кон-дель-Араго на юге Франции и ближе к людям неандертальского типа.
Челюсть первобытного человека, найденная в слое V многослойной азыхской палеолитической стоянки, явно крупная, а тело относительно толстое. С этой точки зрения челюсть, найденная в Азыхском пещерном стоянке, отличается от людей типа австралопитеков и в силу определенных аспектов занимает особое место среди архантропов. По своему физическому типу челюсть, обнаруженная из азыхского лагеря, находится в переходной стадии между синантропным типом человека и неандертальцем. Первобытные человеческие останки, обнаруженные в слое, принадлежащем ашельской культуре Азыхской пещерной стоянке, были условно названы азыхантропом, то есть человеком Азыха.
Согласно профессору Д. В. Гаджиеву, найденная в V слое многослойной азыхской палеолитической стоянки первобытная человеческая челюсть принадлежала 18—22-летней женщине, жившей в этой местности 350—400 тысяч лет назад.

Находки из Азыхской пещеры, выставленные в Музее истории Азербайджана (Баку)
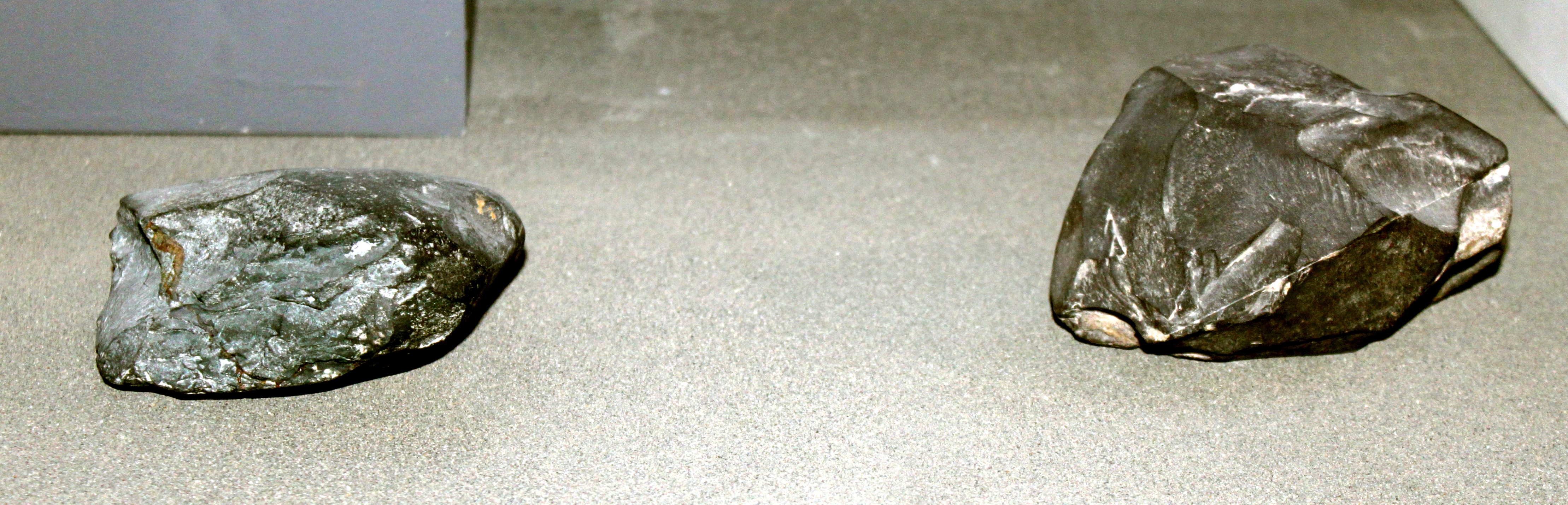
Кремнёвые орудия труда
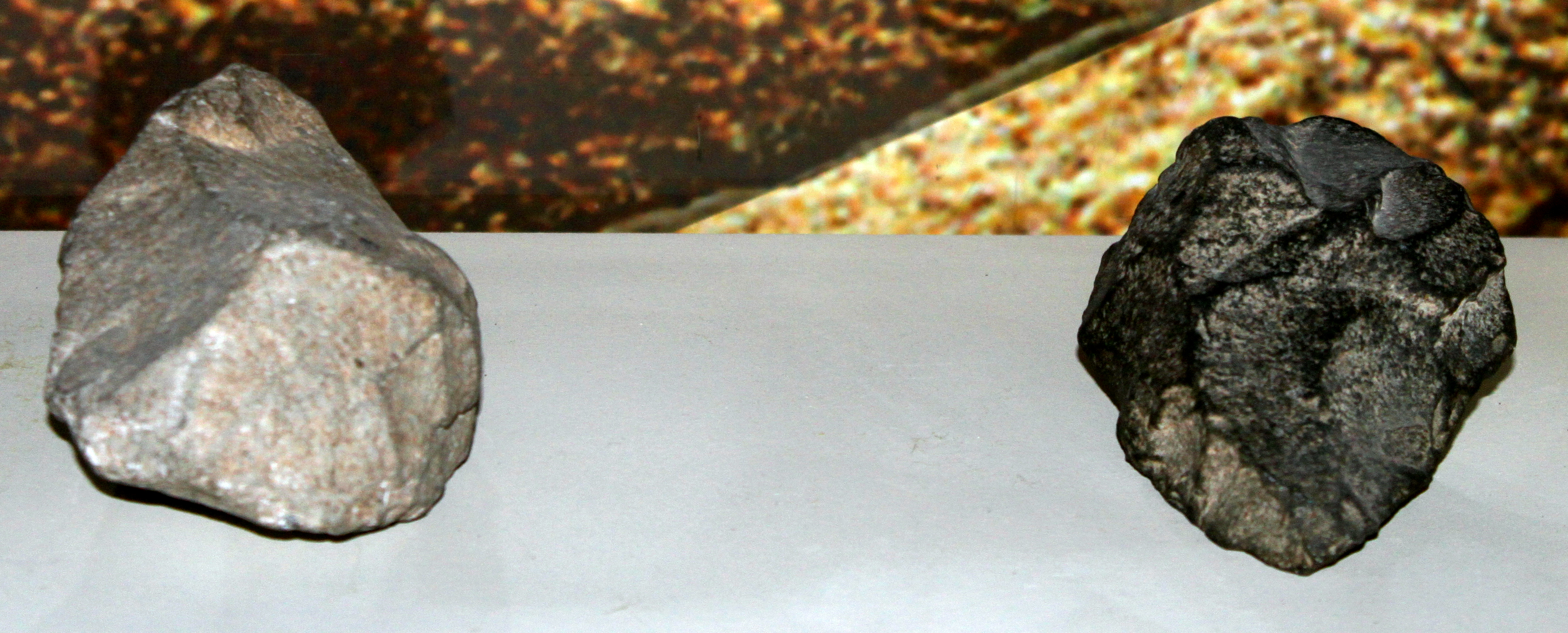
Орудия труда из кремня и речного камня
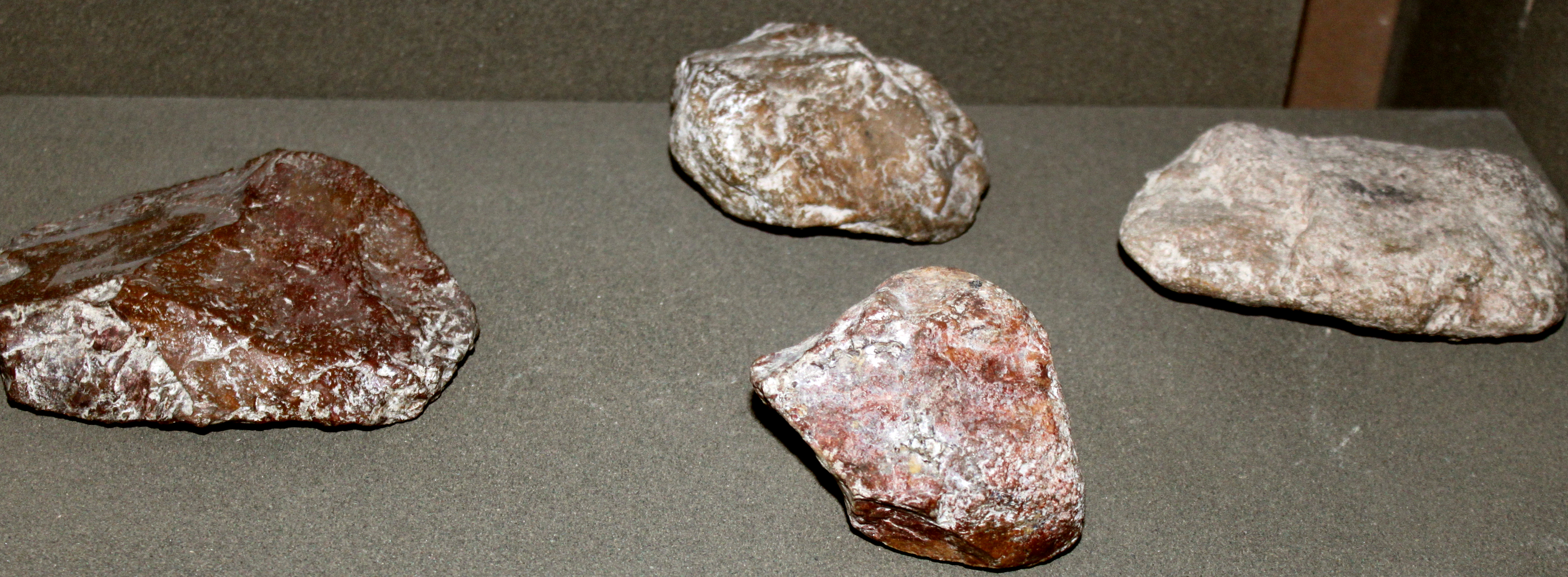
Орудия труда из речного камня (Куручайская культура)

## Политизация раскопанных останков
Российский учёный Виктор Шнирельман, говоря об археологии, стоящей на службе национализма, приводящего к крайним формам автохтонизма, приводит в пример раскопки в Азыхской пещере. В последней, согласно учёному, были найдены останки архантропа, которые с целью обоснования прав на Нагорный Карабах были объявлены в Азербайджане «первым азербайджанцем».

### На азербайджанском
Книги
- Һүсејнов M. Јералты аләмә сәјаһәт (азерб.). — Баку: Азәрнәшр, 1966. — 56 с.
- Һүсејнов M. Азых мағарасынын сирри (азерб.). — Баку: Ҝәнҹлик, 1969. — 77 с.
- Гусейнов М. M. Археология Азербайджана — каменный век (азерб.). — Баку, 1975.
- Исмајылов Г. С. Гуручај вә Көндәләнчај вадисиндә гәдим мәдәнијјәт изләри (азерб.). — Баку: Елм, 1981. — 83 с.
- Ҹәфәров Ә. Гуручај дәрәсиндә. — Баку: Азәрнәшр, 1990. — 64 с.
- Cəfərov Ə. Azərbaycanın ilk sakinləri (азерб.). — Баку: Elm, 2004. — 220 с.
- Azərbaycan arxeologiyası (азерб.) / Azərbaycan Milli Elmlər Akademiyasının Arxeologiya və Etnoqrafiya İnstitutu. — Баку: Şərq-Qərb, 2008. — Т. I. — 448 с. — ISBN 979-9952-448-38-2. Архивировано 28 октября 2012 года.

Статьи
- Һүсејнов М. М., Исмајылов Г. С. Азых вә Тағлар мағараларында енеолит дөврү тапынтылары (азерб.) // Азәрб. ССР ЕА Хәбәрләри. — 1967. — No 1.
- Азых мағарасы // Азербайджанская советская энциклопедия  : [в 10 томах] = Азәрбајҹан Совет Енсиклопедијасы (азерб.) / гл. ред. Дж. Б. Гулиев. — Баку: Кызыл Шарг, 1976. — Т. I. — С. 183. — 80 000 экз. (азерб.)

### На английском
Статьи
- Guseinov M. M. Azykh Cave. General results of the 1975 work. (англ.) // Early Man News. — Tübingen, 1976. — No. 1.
- Guseinov M. M. Azykh. Summary of Results 1976, 1977. (англ.) // Early Man News. — Tübingen, 1978/1979. — No. 3, 4.
- Dr. Arif Mustafayev. Jawbones and Dragon Legends. Azerbaijan's Prehistoric Azikh Cave (англ.) // Azerbaijan International. — Summer 1996. — No. 4.2. — P. 24, 28—29.
- Kasimova R. M. Anthropological research of Azykh Man osseous remains (англ.) // Human Evolution. — 2001. — No. 16. — P. 37–44.
- Sherri Liberman. A Historical Atlas of Azerbaijan (англ.). — The Rosen Publishing Group, 2004. — 78 p. — ISBN 9780823944972.
- Pogrebova M. N. Archeology. viii. Republic of Azerbaijan (англ.) // Encyclopædia Iranica. — 2004. Архивировано 31 июля 2025 года.
- Doronichev V. B. The Lower Paleolithic in Eastern Europe and the Caucasus: A reappraisal of the data and new approaches (англ.) // Paleoanthropology. — 2008. — P. 107–157.
- Azykh Cave (англ.) // A Dictionary of Archaeology  / Edited by Ian Shaw and Robert Jameson. — Blackwell Publishing, 2008. — P. 99.
- Murray, J., Domínguez-Alonso, P., Fernández-Jalvo, Y., King, T., Lynch, E. P., Andrews, P., et al. Pleistocene to Holocene stratigraphy of Azokh 1 Cave, Lesser Caucasus (англ.) // Irish Journal of Earth Sciences. — Royal Irish Academy, 2010. — No. 28. — P. 75–91.
- Yolanda Fernández-Jalvo, Tania King, Levon Yepiskoposyan, Peter Andrews. Introduction: Azokh Cave and the Transcaucasian Corridor (англ.) // Azokh Cave and the Transcaucasian Corridor  / Edited by Yolanda Fernández-Jalvo, Tania King, Levon Yepiskoposyan and Peter Andrews. — Springer, 2016. — P. 1—26. — ISBN 978-3-319-24922-3. — doi:10.1007/978-3-319-24924-7.
- Patricio Domínguez-Alonso, Enrique Aracil, Jose Angel Porres, Peter Andrews, Edward P. Lynch, John Murray. Geology and Geomorphology of Azokh Caves (англ.) // Azokh Cave and the Transcaucasian Corridor  / Edited by Yolanda Fernández-Jalvo, Tania King, Levon Yepiskoposyan and Peter Andrews. — Springer, 2016. — P. 55—84. — ISBN 978-3-319-24922-3. — doi:10.1007/978-3-319-24924-7.
- Tania King, Tim Compton, Antonio Rosas, Peter Andrews, Levon Yepiskoposyan, Lena Asryan. Azokh Cave Hominin Remains (англ.) // Azokh Cave and the Transcaucasian Corridor  / Edited by Yolanda Fernández-Jalvo, Tania King, Levon Yepiskoposyan and Peter Andrews. — Springer, 2016. — P. 102—116. — ISBN 978-3-319-24922-3. — doi:10.1007/978-3-319-24924-7.
- Jan Van der Made, Trinidad Torres, Jose Eugenio Ortiz, Laura Moreno-Pérez, Yolanda Fernández-Jalvo. The New Material of Large Mammals from Azokh and Comments on the Older Collections (англ.) // Azokh Cave and the Transcaucasian Corridor  / Edited by Yolanda Fernández-Jalvo, Tania King, Levon Yepiskoposyan and Peter Andrews. — Springer, 2016. — P. 117—162. — ISBN 978-3-319-24922-3. — doi:10.1007/978-3-319-24924-7.
- Paloma Sevilla. Bats from Azokh Caves (англ.) // Azokh Cave and the Transcaucasian Corridor  / Edited by Yolanda Fernández-Jalvo, Tania King, Levon Yepiskoposyan and Peter Andrews. — Springer, 2016. — P. 177—189. — ISBN 978-3-319-24922-3. — doi:10.1007/978-3-319-24924-7.

### На русском
Книги
- Алекперов Х. М. Млекопитающие юго-западного Азербайджана. — Баку, 1966.
- Алиев С. Д. Фауна Азыхской палеолитической стоянки: Автореф. дис. канд. биол. наук. — Баку, 1969.
- Гусейнов М. М. Пещера Азых [The Azykh cave]. — Баку: Издательство Института истории АН Азерб. ССР, 1981. — 34 с. — 3000 экз.
- Гусейнов М. М. Древний палеолит Азербайджана (по материалам пещерной стоянки Азых и др.): Автореф. дисс. на соиск. уч. ст. докт. истор. наук. — Баку, 1985. — 45 с.
- Гусейнов М. М. Древний палеолит Азербайджана. Культура Куручай и этапы ее развития: 1,500,000—70 тысяч лет назад. — Баку: Элм, 1985. — 96 с.
- Гусейнов М. М., Джафаров А. Г. Палеолит Азербайджана. — Баку: Элм, 1986.
- Касимова Р. М. Первая находка самого древнего пещерного человека на территории СССР. — Баку: Элм, 1986. — 68 с.
- Ранов В. А. Куручайская культура Азыха — древнейшая в СССР? // Древнейшие страницы истории человечества. — М.: Просвещение, 1988. — 158 с. — ISBN 5-09-000566-4.
- Любин В. П. Глава 2. Азыхская пещера // Ашельская эпоха на Кавказе. — СПб.: Петербургское Востоковедение, 1998. — 192 с. — ISBN 5-85803-091-2.
- Гусейнов М. М. Древний палеолит Азербайджана (по материалам пещерных стоянок). — Баку: ТекНур, 2010. — 220 с. — ISBN 978-9952-445-11-4.

Статьи
- Мусеибов М. А., Гусейнов М. М. Азыхская пещера // Учен. зап. АГУ им. С. М. Кирова. — 1961. — № 1.
- Алекперов Х. М., Ерофеева С. Н. О рукокрылых (Chiroptera) Нагорно-Карабахской Автономной области Азербайджанской ССР // Зоологический журнал. — 1962. — Т. 44, вып. 5. — С. 744—749.
- Гусейнов М. М. О результатах археологических раскопок в Азыхской пещере // Археологические исследования в Азербайджане : сборник статей. — Баку, 1965.
- Гусейнов М. М. Азыхская пещера — крупный карст и древнейшая стоянка в Азербайджане // ДАН Азерб. ССР. — 1965. — № 11.
- Гаджиев Д. В., Гусейнов М. М. Изучение палеолитических местонахождений в долине реки Куручай // Материалы сессии, посвящённой, итогам археологических и этнографических исследований 1964 года в СССР. — Баку, 1965.
- Ширинов Н. Ш. О геоморфологической датировке возраста Азыхской пещерной стоянки палеолитического человека // Материалы сессии, посвящённой итогам археол. и этногр. исслед. 1964 г. в СССР : тезисы докладов. — Баку, 1965. — С. 7—9.
- Гаджиев Д. В., Алиев С. Д. Некоторые представители хищных млекопитающих (Mammalia, Carnivora) из палеолитических отложений Азыхской пещеры // Учен. зап. Азерб. гос. мед. института. — 1966. — Т. 23. — С. 7—13.
- Ширинов Н. Ш. Геоморфологическая датировка возраста Азыхской пещерной стоянки палеолитического человека // Известия АН АзССР (серия наук о Земле). — 1966. — № 5. — С. 12—14.
- Гаджиев Д. В. Материалы к изучению подковоноса Мегели в Азербайджане // Учен. зап. Азерб. мед. института. — 1967. — № 24. — С. 23—28.
- Гаджиев Д. В., Алиев С. Д. Палеонтологическое обоснование стратиграфии Азыхской палеолитической стоянки // Учен. зап. Азербайдж. мед. института. — 1969. — Т. 30. — С. 232—236.
- Гаджиев Д. В., Гусейнов М. М. Первая для СССР находка ашельского человека (Азербайджан. Азыхская пещера) // Учен. зап. Азгосмединститута. — 1970. — Т. 31.
- Гусейнов М. М. Азых — уникальный многослойный ашельский памятник // Материалы к сессии, посвящённые итогам археологических и этнографических исследований 1970 года в Азербайджане. — Баку, 1971.
- Гаджиев Д. В., Алиев С. Д. Ископаемые летучие мыши из палеолитических отложений Азыхской пещеры // Учен. зап. Азерб. университета. Серия биол. наук. — 1971. — № 2. — С. 45—50.
- Гусейнов М. М. Раскопки в Азыхсой пещере // Материалы к сессии, посвящённые итогам археологических и этнографических исследований : тезисы докладов. — Баку, 1972.
- Гусейнов М. М. Азыхская пещера — многослойный памятник ашельского периода в СССР // Археологические открытия 1971 года. — М., 1972.
- Гусейнов М. М. Исследования в Азыхской пещере // Археологические открытия 1972 года. — М., 1973.
- Гусейнов М. М., Гаджиев В. М., Мансуров М. М. Раскопки в пещере Азых / // АЭИАз. — Баку, 1973 (1974). — С. 3—7.
- Гусейнов М. М. Следы первых жилищ в ашельском слое Азыхской пещеры // Археологические открытия 1973 года. — М., 1974.
- Гусейнов М. М. Жилище древнейшего человека в нашей стране // Природа. — М., 1974. — № 3.
- Гусейнов М. М. О тайнике азыхантропов в ашеле // Учен. зап. АГУ им. С.М.Кирова, серия истории и философии. — 1974. — № 8.
- Гусейнов М. М. Ранние стадии заселения человека в пещере Азых // Учен. зап. АГУ им. С. М. Кирова, серия истории и философии. — 1974. — № 4.
- Гусейнов М. М. Очаги азыхантропов Баку-Хазарского (миндельрисс) возраста // Учен. зап. АГУ им. С. М. Кирова, серия истории и философии. — 1974. — № 1. — С. 54—63.
- Гусейнов М. М. Новые археологические открытия апшеронского возраста в нижних слоях пещеры Азых // Археологические открытия 1975 года. — М., 1976.
- Гаджиев Д. В., Гусейнов М. М., Мамедов А. В., Ширинов Н. Ш. Краткие результаты комплексных исследований Азыхской древнепалеолитической стоянки // Известия АН АзССР (серия наук о Земле). — 1979. — № 3.
- Сулейманов М. Б. Современное состояние комплексных исследований в палеолитических пещерах Таглар и Азых (АзССР) // Известия АН АзССР (серия наук о Земле). — 1979. — № 6.
- Гусейнов М. М. Исследования в Азыхской пещере // Археологические открытия 1979 года. — М., 1980.
- Гусейнов М. М. Новые археологические данные о куручайской культуре пещеры Азых в Азербайджанской ССР // Известия АН АзССР, серия истории, философии, права. — 1980. — № 3. — С. 69–84.
- Величко А. А., Антонова А. А., Зеликсон Э. М., Маркова А. К., Моносзон М. X., Морозова Т. Д., Певзнер М. А., Сулейманов М. Б., Халчева Т. А. Палеогеография стоянки Азых — древнейшего поселения первобытного человека на территории СССР // Известия АН СССР, серия географии. — 1980. — № 3.
- Рахматулина И. К. Материалы по экологии рукокрылых Азыхской пещеры // Рукокрылые. — М.: Наука, 1980. — С. 154–179.
- Харитонов В. М. Древнейшие люди (архантропы) // Природа и древний человек. — М.: Мысль, 1981.
- Герасимов И. П., Величко А. А., Любин В. П., Праслов Н. Д. Древнейшие люди в Европе и условия их обитания. Первые результаты совместных советско-французских исследований // Вестник АН СССР. — М., 1981. — № 10. — С. 13–24.
- Щелинский В. Е. Орудия труда архантропов из пещеры Азых (Азербайджан) // Археологические вести  / В. М. Массон (отв. ред.). — СПб.: Институт истории материальной культуры РАН, 1992. — Т. I.
- Щелинский В. Е. Каменные орудия труда ашельской эпохи из пещеры Азых // Экспериментально-трасологические исследования в археологии  / Коробкова Г.Ф. (отв. ред.). — СПб.: Наука, 1994.
- Азых // Археологический словарь  / Г. Н. Матюшин (отв. ред.). — М.: Просвещение, 1996.
- Анохин Г. Обитатели пещеры Азох // Наука и жизнь. — 1999. — № 2. Архивировано 30 августа 2019 года.
- Алекперов Ф. А. Возвращение неандертальки // Азербайджанские известия. — 2004. — 4 сентября (№ 172). — С. 3. Архивировано из оригинала 27 сентября 2007 года.
- Зейналов А. Предисловие // Мамедали Гусейнов. Древний палеолит Азербайджана (по материалам пещерных стоянок). — Баку: ТекНур, 2010. — ISBN 978-9952-445-11-4.
- Джафаров А. Г. Палеолитическая пещерная стоянка Азых и проблемы миграции // Палеолитическая стоянка Азых в Азербайджане и миграционные процессы : сборник материалов Международной научной конференции, посвященной 50-летию обнаружения в пещерной стоянке Азых раннего гоминида – азыхантропа  / Под ред. д. и. н. проф. М. Н. Рагимовой. — 2018. — С. 67—76. — ISBN 978-9952-473-49-0.
- Леонова Н. Б. Азых // Большая российская энциклопедия.

### На французском
- Henry de Lumley. L' Homme premier. Préhistoire, évolution, culture (фр.). — Odile Jacob, 1998. — 256 p. — ISBN 9782738174260.